# Acmaeops
Acmaeops es un género de escarabajos longicornios de la tribu Lepturini.

## Especies
- Acmaeops brachyptera
- Acmaeops discoideus
- Acmaeops marginatus
- Acmaeops pratensis
- Acmaeops proteus
- Acmaeops septentrionis
- Acmaeops smaragdulus